# 742년

## 연호
- 당(唐) 천보(天寶) 원년
- 일본(日本) 덴표(天平) 14년

## 기년
- 당(唐) 현종(玄宗) 31년
- 신라(新羅) 효성왕(孝成王) 6년 / 경덕왕(景德王) 원년
- 발해(渤海) 문왕(文王) 6년

## 사건
- 742년 발해 문왕이 동모산에서 중경현덕부로 수도를 천도함.
- 신라, 효성왕이 자식없이 세상을 떠나고, 동생 헌영이 경덕왕으로 왕의 자리에 오름.
- 위구르 제국이 건국되었다.
- 태안사가 창건되었다.
- 테오다토 이파토가 베네치아 통치자(742-751) 로 선출됨.

## 사망
- 신라(新羅) 34대 왕 효성왕(孝成王)